# Anneloes Nieuwenhuizen
Anne Lucia Cornelia Maria „Anneloes” Nieuwenhuizen (ur. 16 października 1963 w Bussum) – holenderska hokeistka na trawie. Dwukrotna medalistka olimpijska.
W reprezentacji Holandii debiutowała w 1984. Brała udział w dwóch igrzyskach (IO 84, IO 88), na obu zdobywając medale: złoto w 1984 i brąz cztery lata później. Występowała w defensywie. Z kadrą brała udział m.in. w mistrzostwach świata w 1986 (tytuł mistrzowski) oraz kilku turniejach Champions Trophy i mistrzostw Europy (tytuły mistrzowskie w 1984 i 1987). Łącznie w kadrze rozegrała 87 spotkań, karierę zakończyła w 1989.